# Srnetica (planina)
Srnetica je planina u Bosni i Hercegovini.
Nalazi se u zapadnoj Bosni, jugozapadno od Ključa. Susjedne planine su joj Klekovača, Grmeč i Šiša s kojima čini klekovačko-grmečku grupu u okviru zapadno-bosanskih Dinarida. Istočni dio Srnetice je zajednički masiv Klekovače i Šiše, bez vidljivih granica između njih. Zapadni dio se proteže između krških polja: Bravsko sa sjevera i Petrovačko s juga, kroz koja prolazi cesta Bihać – Jajce. Smještena je na području općina Ribnik, Istočni Drvar, Petrovac i Bosanski Petrovac. 
Najviši vrh je Miljakuša na 1378 metara nadmorske visine. Izgrađena je od vapnenaca i pretežno obrasla šumom.
Sastoji se od krednih vapnenaca kao i sve ostale krajiške planine. Obiluje krškim oblicima. Najbrojnije su vrtače kojima je posuta te jame, i sve zajedno otežavaju kretanje po njoj.
Srnetica obiluje mnoštvom podzemnih krških oblika, jamama i pećinama. Jame tipa bezdani, zvekare i stupnjevite nalaze se u području naselja Drinić i Bravski Vaganac, oko vrhova Kukerda (1043), Krstasti vrh (1099 m) i Banjički Vrh (1153 m). Na istom području pored vrhova Ježevac (1032 m) i Gradina (1023 m) nalazi se i špilja, koja je turistički neinteresantna. S navedenim jamama špilja je nastala djelovanjem petrovačke prarijeke. 
Hidrografija je neobična čemu je uzrok vapnenačko podrijetlo planine. Slabo je opskrbljena vodom, nema velikih izvora i jedini je izvor rijeke Ribnik na istočnim padinama. Svi izvori poniru gotovo smjesta u poroznu vapnenačku podlogu. Isto je s oborinama na planini. Kroz vapnenačko tlo voda završi u podzemnim tokovima koji se usmjeravaju k izvoru i pritokama rijeke Sane. Zbog istog razloga nema ni planinskih jezera ni bara. Zbog izostanka većih izvora vode koja bi zadovoljavala potrebe većeg broja stanovnika, Srnetica kroz povijest nije bila naseljena za razliku od okolnih polja.
Premda velike površinske kamenitosti, obrasla je šumama. Dominiraju mješovite šume jele i bukve sa smrekom koje rastu na kamenim blokovima i planinskim rasjeklinama. Osim tih triju glavnih vrsta, u šumama rastu jaseni, javori i brijestovi, nestali na bosanskim planinama. Ima zeljastih vrsta, ali ne i endemskih za razliku od susjedne Klekovače. Hrast se pojavljuje u šumama koje naglo niču iznad livada Bravskog polja, što je neobično znajući da rastu više u toplijoj i blažoj klimi. Brojne su planinske livade na kojima su se nekad napasale krave i ovce.
Faunu odlikuju tri vrste velikih europskih zvijeri (ris, medvjed i vuk), kune, tvorovi, lasice, lisice i jazavci. Planina duguje ime srnama, koje su dosta izlovljene krivolovom i pretjeranim izlovom. Tu su mali sisavci koji su im hrana. Brojne su ptice. Mnogo je dupljaša te sova i grabljivica. Visoke šume imaju velike šumske koke kao što je tetrijeb, koji se sve rjeđe može naći u šumi zbog velike eksploatacije šume. Ipak je još uvijek mnogo lještarka, a tu je i bogatstvo malih ptica.
Zbog obilja šumskog bogatstva, početkom 20. og stoljeća Austro-Ugarska je počela i ovdje eksploataciju šuma koja traje do današnjih dana. Na planini je nekad postojalo radničko naselje Srnetica sa željezničkom raskrsnicom. Ukinuta uskotračna pruga Prijedor-Kaldrma vodila je preko Srnetice.
Do planine Srnetice najlakše se stiže iz Drinića.
Prevladava na planini kontinentalno-planinska klima. Očituje se u oborinama u jesenjim i u proljetnim mjesecima te obilnim snježnim oborinama tijekom zime, uz niske temperature.